# Татищеве (аеродром)
Татищеве — військовий аеродром у Саратовській області. Розташований у 2 км на північний захід від селища Татищеве.
На аеродромі базується 10-а окрема вертолітна ескадрилья РВСН (вертольоти Мі-8).
Має ракетні шахти з МБР УР-100Н та РТ-2ПМ2.
Аеродром обслуговує 60-ту ракетну дивізію та інженерні частини, дислоковані тут же.

## Історія
24 липня 1964 року для забезпечення 60-ї ракетної дивізії в місті Татищево Саратовської області було сформовано першу в авіації РВСН СРСР 10-у окрему вертолітну ескадрилью (ОВЕ). Її командиром був призначений військовий льотчик 1-го класу капітан Н. Ст. Желєзнякович.